# Кубика Чирнгауза

Кубика Чирнгауза,.

Кубика Чирнгауза (також відома під назвами «кубика Лопіталя» і «трисектриса Каталана») — кубика (плоска алгебраїчна крива 3-го порядку), що визначається в полярних координатах таким рівнянням:
{\displaystyle r=a\sec ^{3}\left(\theta /3\right)},
де {\displaystyle a} — ненульова константа. У прямокутних координатах це рівняння набуває вигляду:
{\displaystyle 27ay^{2}=(a-x)(8a+x)^{2}}
Цю криву названо на честь німецького філософа, математика і експериментатора Е. Чирнгауза.

## Узагальнення
Кубика Чирнгауза стає синусоїдальною спіраллю при {\displaystyle \textstyle n=-{\frac {1}{3}}}.